# Spoortunnel Giessen
De spoortunnel Giessen is onderdeel van de Betuweroute in de Nederlandse provincie Zuid-Holland. De spoorlijn kruist daarmee het riviertje de Giessen. Daarvoor is gekozen vanwege het karakteristieke polderlandschap dat de Giessen omringt.

## Ontwerp en bouwwijze
Net als de tunnel in Zevenaar bestaat deze tunnel uit twee gescheiden tunnelbuizen met elk een spoor. De tunnel is 1200 meter lang, waarvan 500 meter gesloten. Omdat de tunnel tweemaal een dijk passeert en dus in drie verschillende watergebieden loopt, is het belangrijk dat deze 'waterregimes' niet met elkaar in verbinding mogen komen. Om dit te voorkomen zijn de wanden van de tunneltoeritten extra hoog uitgevoerd.
De tunnelbuizen hebben een binnenhoogte van 8,00 meter en een breedte van elk 5,40 meter. De sporen liggen op 11,00 meter -NAP, terwijl de bovenkant van de tunnel op gelijke hoogte ligt met de bodem van de Giessen. Om veiligheidsredenen is hier een extra laag van 10 centimeter beton gelegd. Regenwater dat in de open toeritten valt, wordt verzameld en in de rivier geloosd. Water dat in het gesloten gedeelte terechtkomt, wordt in een kelder onder de tunnel opgeslagen, waarna het in een groter lozingsbassin verzameld wordt.
De tunnel is gebouwd volgens de openbouwputmethode. Net zoals bij de bouw van de Velsertunnel is het bouwen in twee fasen geschied, zodat scheepvaart zo min mogelijk gehinderd werd. Per fase heeft de aannemer eerst de vloer, dan de wanden en als laatste het dek in beton gestort. Omdat de omringende grond uit vrij slecht Hollandveen bestaat, was een bouwkuip met slechts enkele stempeling niet voldoende. Onder de tunnelvloer is daarom een extra vloer van onderwaterbeton gestort.